# Aspect sécant/non-sécant
« Sécant » redirige ici. Pour l’article homophone, voir Séquent.
Pour les articles homonymes, voir Sécante.
L'opposition aspectuelle sécant/non-sécant (ou sécant/global) est une opposition grammaticale.
Dans l'aspect sécant, on envisage l'action saisie à un moment précis de son déroulement. 
Ce moment sépare le procès du verbe en deux parties (sécant vient du latin secare, « couper »). La première partie est la partie achevée du procès, la deuxième partie est virtuelle, floue, on n'en connaît pas la limite. 
Par exemple : Il chantait une chanson. L'action de chanter est prise à un moment donné, on sait quand l'action a commencé (on peut dire Depuis ce midi il chantait) mais on ne sait pas quand l'action finira : on ne dit pas Il chantait jusqu'à midi.
Dans l'aspect global, on envisage l'action globalement, considérée de l'extérieur comme un tout indivisible : Il marcha des heures jusqu'à Paris. 
Le passé simple indique toujours l'aspect global. Ce n'est pas un temps analytique comme l'imparfait : le passé simple ne pénètre pas le procès du verbe, il reste dans une vision extérieure de ce procès.
C'est une opposition systématique en français : l'imparfait indique toujours l'aspect sécant. Le passé simple indique l'aspect global. 
Cette opposition se manifeste aussi très nettement lorsqu'elle concerne un même verbe. Ainsi l'aspect global  de l'année dernière, il acheta une voiture s'oppose à l'aspect sécant de l'année dernière, il achetait une voiture. Grâce à l'aspect sécant indiqué par l'imparfait, l'achat de la voiture est perçu à l'intérieur de son déroulement et non globalement : le locuteur veut montrer que l'achat de la voiture a été l'affaire importante de l'année, et qu'elle a eu des conséquences (qu'on ne connaît pas encore, elles sont dans la partie floue du procès). Une action de durée très courte peut ainsi être perçue sans limite finale précise (il n'en finissait pas de mourir) et inversement une action longue peut être perçue comme un événement sans conséquence. Flaubert montre ainsi l'inanité des longs voyages de  Frédéric Moreau dans L'Éducation sentimentale en les réduisant à l'aspect non-sécant de quelques passés simples :

« Il voyagea. 
Il connut la mélancolie des paquebots, les froids réveils sous la tente, l'étourdissement des paysages et des ruines, l'amertume des sympathies interrompues.
Il revint. »

Dans les cas où l'imparfait indique l'aspect itératif (il chantait tous les jours), la répétition du procès du verbe nous empêche de pouvoir considérer chaque action prise individuellement à un moment de sa progression : c'est alors l'ensemble du processus constitué d'une répétition d'actions qui est présenté sous un aspect sécant : selon le repère chronologique, la répétition concernée est censée se poursuivre pour une durée indéterminée (par ex. il chantait tous les jours implique que cette habitude doit normalement se poursuivre) ; de ce fait, on ne peut lui adjoindre un terme chronologique (*il chantait tous les jours jusqu'en 1990).  En revanche, quand l'aspect itératif est porté par un passé simple, la répétition est saisie de manière globale, ce qui implique qu'elle est parvenue à son terme (il chanta tous les jours indique qu'il ne le fera plus au-delà du repère chronologique) ; il est alors possible de préciser le terme chronologique (il chanta tous les jours jusqu'en 1990).

## Premier plan/Arrière-plan
Pour reprendre la terminologie d'Harald Weinrich dans Le Temps, dans une narration, l'aspect sécant correspond à l'arrière-plan, le décor, les actions perçues dans un certain flou (absence de la limite finale), alors que l'aspect non-sécant montre des actions dans un premier plan non analysé (pas de limites, ni précises ni floues), et qui constitue la trame principale d'une œuvre littéraire : il était dix heures du soir [aspect sécant] quand on frappa à la porte [aspect non-sécant].